# Franck Montagny
Pour les articles homonymes, voir Montagny.
Franck Montagny  est un pilote automobile français né le 5 janvier 1978 à Feurs (Loire). Il a notamment pris le départ de sept Grands Prix de Formule 1 en 2006 au sein de l'écurie japonaise Super Aguri F1. Depuis 2013, il est consultant-envoyé spécial sur les Grands Prix pour la chaîne Canal+, diffuseur de la Formule 1 en France. En 2014, Andretti Autosport le recrute pour participer aux débuts du nouveau championnat de monoplaces électriques, la Formule E.

## Biographie

### Les débuts
Franck Montagny commence sa carrière en sports mécaniques par le karting en 1988 et devient champion de France cadet de la discipline en 1992. Il passe au sport automobile en 1994 et réussit ses débuts en remportant la même année le championnat de France de Formule Campus. L'année suivante, il intègre les rangs du championnat de France de Formule Renault qu'il termine à la quatrième place, devenant le meilleur débutant de l'année. Il vise le titre en 1996 mais un grave accident lors d'une course au Mans l'oblige à tirer un trait sur la majeure partie de sa saison.
En 1997, il s'engage en championnat de France de Formule 3 et à nouveau termine à une honorable quatrième place au championnat pour sa première saison. En 1998, il échoue à conquérir le titre de champion, battu par le Belge David Saelens. Montagny se fait néanmoins remarquer au niveau international en signant la pole position des Masters de Zandvoort de Formule 3. 
Il poursuit logiquement son ascension en participant à partir de 1999 au championnat international de Formule 3000. Au sein d'une écurie DAMS loin de son niveau d'antan, Montagny n'a guère l'occasion de se mettre en valeur. Après deux années décevantes qui mettent sa carrière en péril, il choisit de s'exiler en Espagne pour disputer les World Series by Nissan à partir de 2001. Dès la saison 2002 il devient un des ténors du championnat qui s'est entre-temps internationalisé et dont le niveau est désormais équivalent voire supérieur à celui de la F3000 internationale.

### 2003-2005: pilote essayeur pour Renault F1 Team
Fin 2002, à l'issue d'un test comparatif avec trois autres pilotes (Sébastien Bourdais, Tiago Monteiro et Romain Dumas), Montagny devient pilote essayeur de l'écurie Renault F1 Team de Formule 1. En 2003, parallèlement à sa victoire dans le championnat de Nissan World Series, il est le quatrième pilote de Renault (Allan McNish étant le troisième pilote), puis devient pilote essayeur à temps plein en 2004 et 2005. Chez Renault, Montagny, s'il a la satisfaction de participer aux titres mondiaux de la marque au losange, ne parvient pas à accéder au poste de titulaire. Malgré une séance d'essais pour le compte de l'écurie Jordan à l'occasion du Grand Prix d'Europe en 2005, il ne décroche pas là encore de contrat de titulaire en F1.

### 2006: premiers Grand Prix de Formule 1 chez Super Aguri

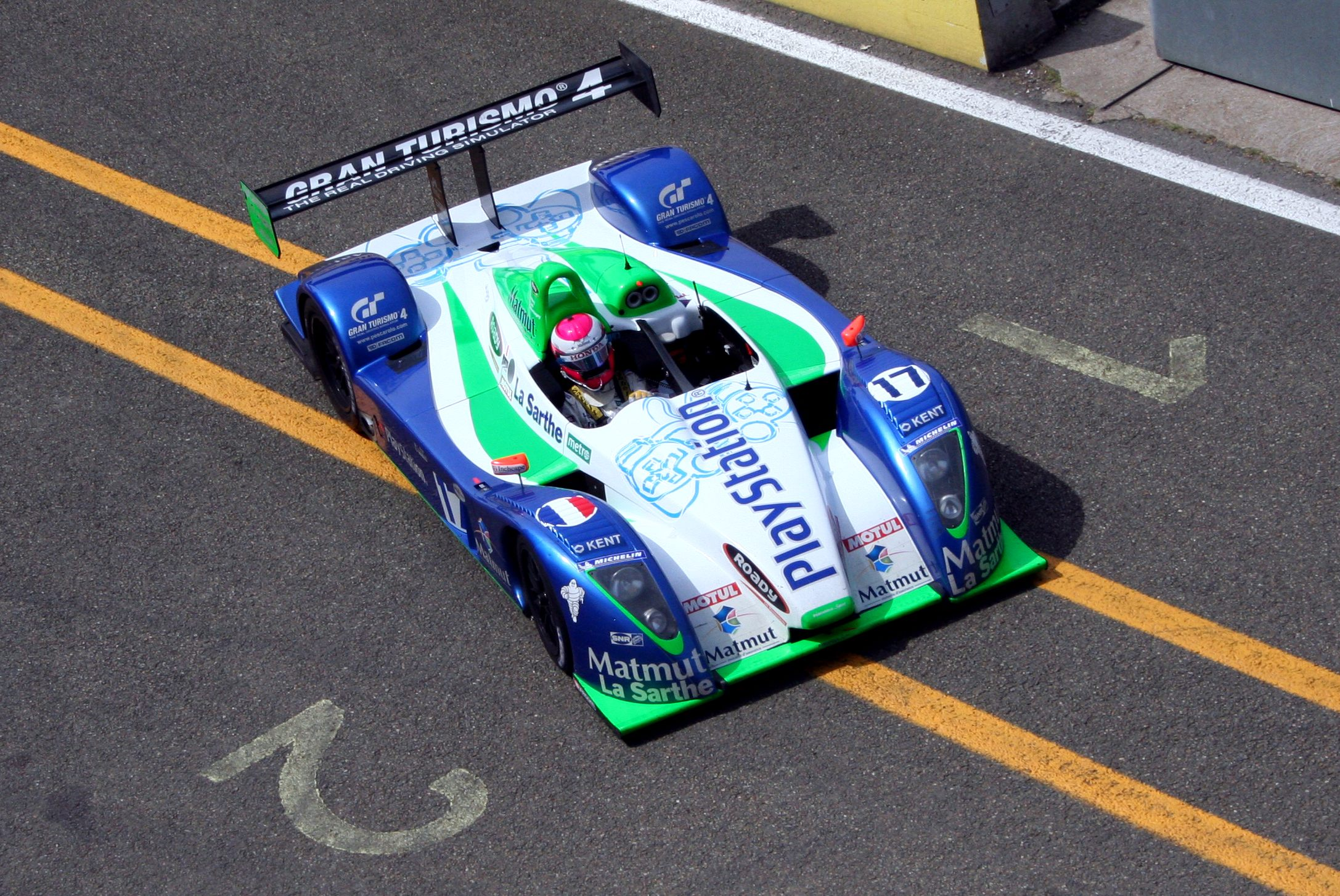
Franck Montagny lors des essais préliminaires des 24 Heures du Mans 2006 sur la Pescarolo-Judd.

En 2006, Renault ne renouvelant pas son contrat de troisième pilote préférant miser sur le jeune espoir finlandais Heikki Kovalainen et après avoir tenté sans succès de se tourner vers le Champ Car (Franck réalise des essais prometteurs pour le compte des écuries Rocketsports et PKV Racing, mais ne parvient pas à apporter le complément budgétaire requis), Montagny se résout à se contenter d'un programme en Endurance et signe avec l'écurie Pescarolo Sport pour disputer en juin les 24 Heures du Mans (épreuve à laquelle il a déjà participé à six reprises) aux côtés de Sébastien Loeb et Éric Hélary.
Montagny ne perd toutefois pas totalement le contact avec la F1 puisqu'il est engagé en début d'année par la nouvelle écurie Super Aguri F1 en tant que troisième pilote pour les premiers Grands Prix de l'année. La petite équipe japonaise ne disposant pas de troisième voiture, il s'agit plus d'un rôle de consultant que de pilote d'essais. Cette collaboration avec Super Aguri semble sans lendemain jusqu'à ce que quelques jours avant le Grand Prix d'Europe 2006, la FIA demande à Aguri Suzuki de ne plus faire rouler son pilote néophyte en F1 Yuji Ide dont la conduite est jugée dangereuse. Super Aguri se tourne alors vers Franck Montagny pour le remplacer.

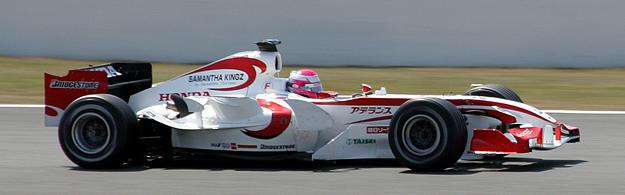
Franck Montagny au Grand Prix de France 2006

Le 7 mai 2006 au Nürburgring, Franck participe à son premier Grand Prix en s'élançant de l'avant-dernière position sur la grille de départ (mais en signant le dernier temps) au volant de la Super Aguri-Honda. Auteur d'un solide début de course, proche de son coéquipier Takuma Satō, il est victime d'une casse moteur au 35e tour. Le 10 mai 2006, alors que la FIA suspend jusqu'à la fin de saison la super-licence de Ide, Montagny est confirmé pour le Grand Prix d'Espagne (après des essais laborieux, Montagny se reprend en course en signant un superbe départ, mais est à nouveau trahi en course par sa mécanique) et le prestigieux Grand Prix de Monaco (qu'il termine dernier classé). Puis, le 23 mai 2006, peu avant le Grand Prix de Monaco, Super Aguri titularise Montagny pour les  Grand Prix automobile de Grande-Bretagne, du Canada et des États-Unis. Malgré des performances satisfaisantes et après une ultime apparition en course à l'occasion du Grand Prix de France, Montagny doit céder sa place au pilote nippon Sakon Yamamoto, dont la présence aux côtés de Satō était vivement souhaitée par les sponsors de l'équipe très attachés à l'idée d'un duo de pilotes japonais. C'est en qualité de troisième pilote, avec la possibilité de rouler lors des essais du vendredi, qu'il termine la saison.

### 2007: pilote essayeur pour Toyota F1 Team
Sportivement frustrante compte tenu du faible niveau de compétitivité de son matériel, la saison 2006 de Montagny chez Super Aguri n'entache pas sa réputation, mais confirme au contraire ses qualités de metteur au point qui lui permettent d'être recruté par Toyota F1 Team en tant que pilote essayeur pour la saison 2007. Le manque de compétitivité de Ralf Schumacher, l'un des deux titulaires de l'équipe, alimente un temps les rumeurs de titularisation de Montagny, mais a surtout pour effet de conduire le pilote allemand à effectuer plus d'essais privés que prévu, réduisant d'autant le roulage du Français, qui quitte l'écurie japonaise en fin de saison. Au mois de décembre, il fait partie des nombreux pilotes qui essayent la Force India en vue de décrocher une place de titulaire pour la saison 2008, mais l'équipe indienne opte finalement pour Giancarlo Fisichella.

### 2008: sur plusieurs fronts

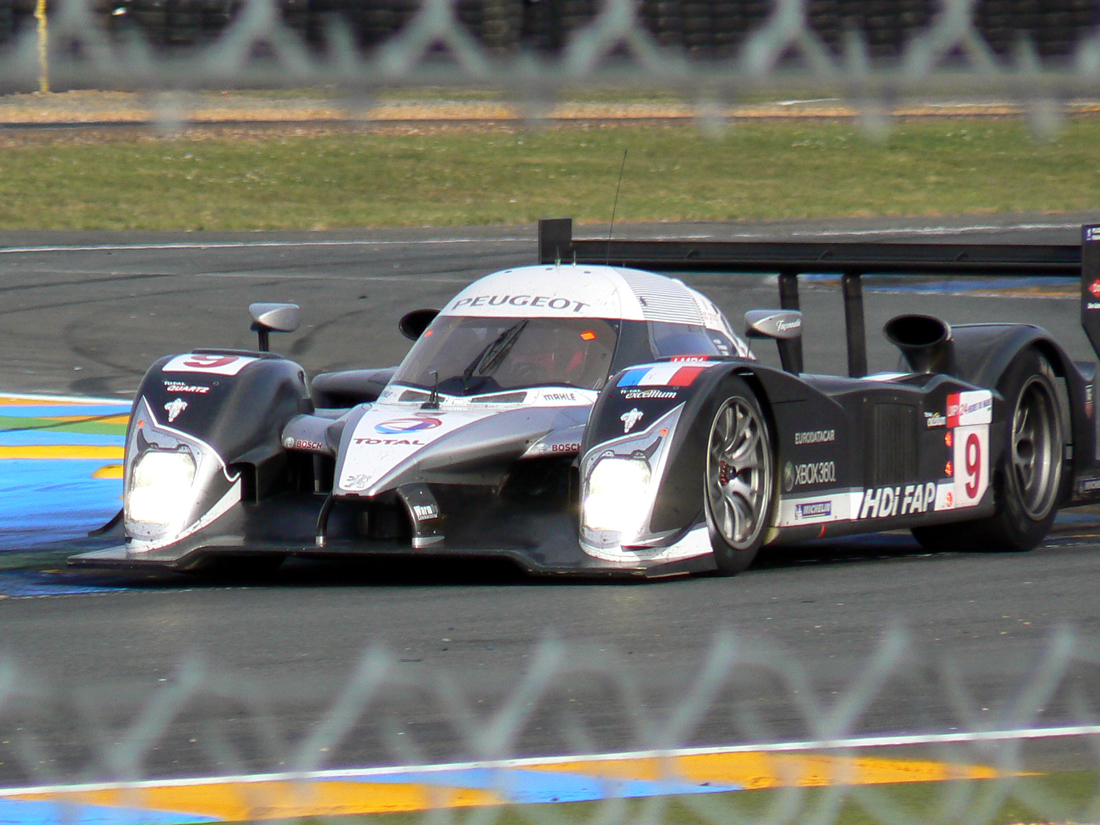
Franck Montagny au volant de la Peugeot 908 HDI FAP lors des 24 Heures du Mans 2008

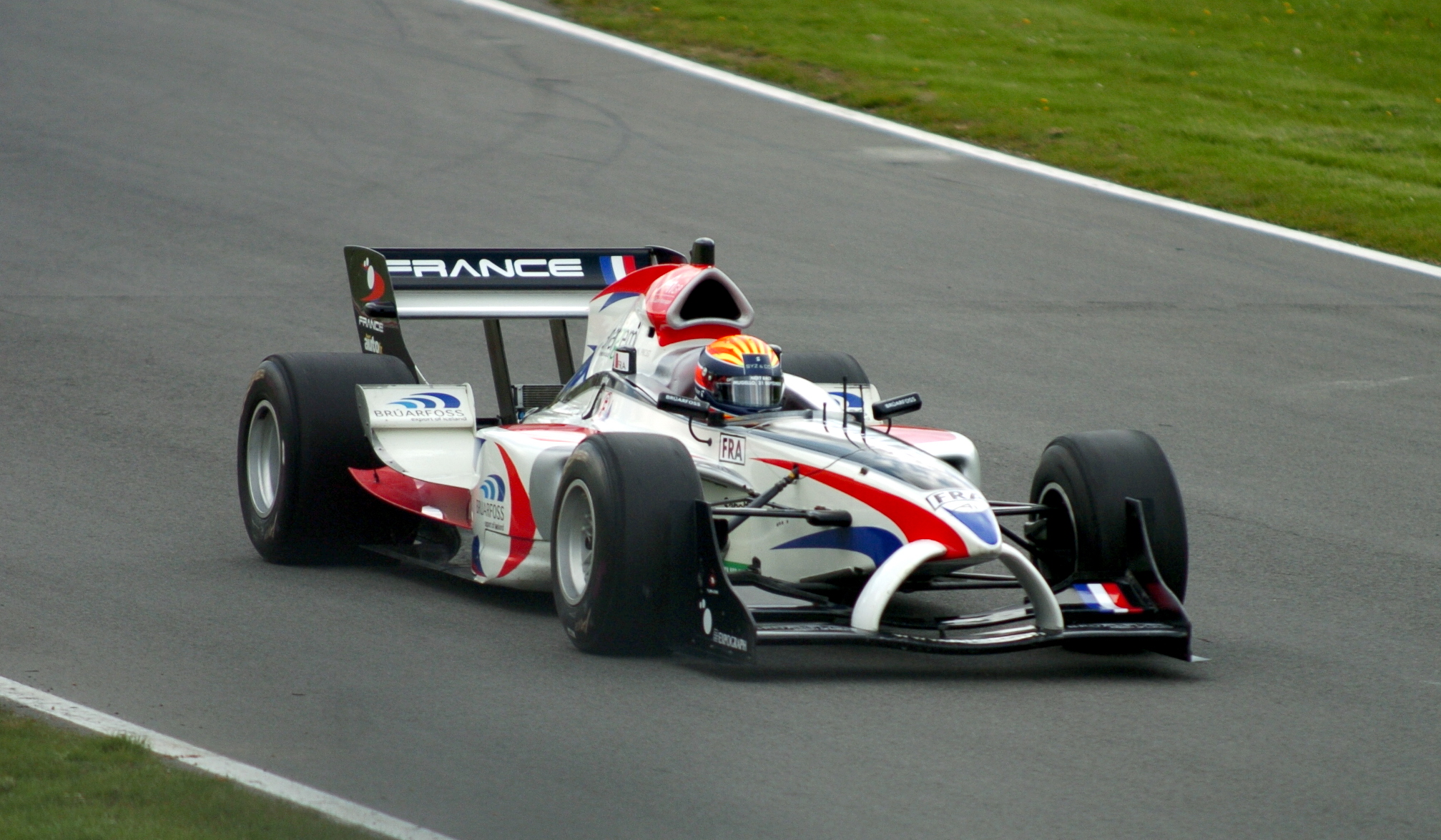
Franck Montagny, pilote de l'A1 Team France, durant les essais du grand-prix de Brands Hatch, dernière course de la saison 2007/2008 de l'A1 Grand Prix.

En février 2008, il participe sur le tracé de Sebring en Floride à des tests collectifs pour le compte de l'équipe de Champ Car Forsythe/Pettit Racing. Ses excellents chronos semblent devoir lui permettre de décrocher un volant de titulaire pour la saison 2008, mais l'arrêt du Champ Car et l'impossibilité pour le Forsythe Racing de rejoindre le championnat unifié IndyCar Series en raison de difficultés financières le laisse sans volant. Avec Forsythe, il participe tout de même au Grand Prix de Long Beach (dernière manche de l'histoire du Champ Car, intégrée au calendrier de l'IndyCar Series) qu'il termine en deuxième position.  
Il effectue ensuite quelques apparitions dans le championnat A1 Grand Prix, puis participe aux 24 Heures du Mans qu'il termine à la 3e place au volant de l'une des trois Peugeot 908 et en équipage avec Christian Klien et Ricardo Zonta.
Quelques jours après les 24 Heures du Mans, il est recruté par l'écurie Andretti Green Racing pour terminer la saison d'American Le Mans Series. Il devient le premier pilote de l'Acura no 26, son équipier étant amené à changer au fil des courses.

### 2009-2011: endurance avec Peugeot Sport
En 2009, il prend la deuxième place des 12 Heures de Sebring en compagnie de Sébastien Bourdais et de Stéphane Sarrazin à 22 secondes des vainqueurs Dindo Capello, Tom Kristensen et Allan McNish. Il remporte avec Stéphane Sarrazin la course américaine de Petit Le Mans. En 2010, il remporte pour la deuxième année consécutive le Petit Le Mans en compagnie de Stéphane Sarrazin et Pedro Lamy. Cette course est inscrite au championnat ILMC avec les 1 000 kilomètres de Zhuhai qu'il remporte en compagnie de Stéphane Sarrazin. En 2011, il remporte pour la troisième année consécutive le Petit Le Mans en compagnie de Stéphane Sarrazin et Alexander Wurz sur Peugeot 908.

### 2012-Présent: consultant à la télévision
À la suite du retrait de Peugeot Sport en 2012, il se retrouve sans volant et devient consultant de l'émission Dimanche F1 sur Eurosport. En mai, il est engagé par Level 5 Motorsports pour courir en ALMS puis aligné dans l'OAK Pescarolo 01 - Judd aux 24 Heures du Mans où il remplace Guillaume Moreau, blessé. 
Depuis 2013, il est présent sur la grille et dans les stands en tant que consultant lors des Grands Prix de Formule 1 pour Canal+. Il anime notamment La grille avant chaque Grand Prix.

### 2014-2015: engagement en Formule E puis suspension à titre conservatoire
Franck Montagny, qui avait fait part de son envie de participer au nouveau championnat de Formule E FIA en s'inscrivant au Driver's Club, est titularisé par Andretti Autosport, l'écurie avec laquelle il a couru en Grand-Am en 2008 et à Sonoma en 2009.
Lors de la manche uruguayenne, Montagny laisse sa place à Jean-Éric Vergne annonçant simplement qu'il est malade. Le 1er janvier 2015, au quotidien L'Équipe, il révèle mal vivre depuis plusieurs mois sa séparation d'avec sa femme et avoir été contrôlé positif à un dérivé de la cocaïne lors de la manche de Formule E en Malaisie. Montagny est suspendu à titre conservatoire avant de connaître la nature de sa sanction,.
Le 2 avril 2015, la FIA indique que Franck Montagny est suspendu, à compter du 23 décembre 2014, pour une durée de deux ans.

## Carrière
- 1997 : Formule 3 française (4e du championnat)
- 1998 : Formule 3 française (vice-champion) ; 24 Heures du Mans chez Courage
- 1999 : F3000 chez DAMS ; Masters Elf de karting à Bercy, Paris (vainqueur) ; 24 Heures du Mans chez DAMS
- 2000 : F3000 chez DAMS (9e du championnat) ; 24 Heures du Mans chez DAMS sur Cadillac
- 2001 : Open Telefonica Nissan (Champion) ; 24 Heures du Mans chez Oreca Chrysler
- 2002 : Nissan World Series (vice-champion) ; Essais F1 avec Minardi et Renault ; 6e des 24 Heures du Mans chez Oreca sur Dallara SP1
- 2003 : Nissan World Series (Champion) ; Quatrième pilote Renault F1 Team
- 2004 : Troisième pilote Renault F1 Team
- 2005 : Troisième pilote Renault F1 Team ; 4e des 24 Heures du Mans sur Audi R8
- 2006 : Troisième pilote Super Aguri F1 au cours des premiers Grand Prix
- 2006 : Pilote titulaire Super Aguri F1 depuis le Grand Prix d'Europe, 7 courses disputées
- 2006 : Deuxième des 24 Heures du Mans sur la Pescarolo-Judd no 17, aux côtés de Éric Hélary et Sébastien Loeb.
- 2007 : Troisième pilote Toyota F1 Team
- 2008 : Champ Car (1 course avec le Team Forsythe Racing à Long Beach, termine 2e) ; A1 Grand Prix ; 24 Heures du Mans (Team Peugeot 908 - 3e avec Ricardo Zonta et Christian Klien) ; ALMS (Team Andretti Green-Acura, 7 courses : deux victoires et deux podiums).
- 2009 : Team Peugeot 908 - 24 Heures du Mans (2e, avec Stéphane Sarrazin et Sébastien Bourdais), LMS et ALMS (avec Stéphane Sarrazin).
- 2010 : Team Peugeot 908 - 24 Heures du Mans (abandon, avec Stéphane Sarrazin et Nicolas Minassian), LMS et ALMS (avec Stéphane Sarrazin et Pedro Lamy).
- 2010 : Superleague Formula.
- 2011 : ILMC avec Peugeot Sport.
  - Vainqueur du Petit Le Mans pour la troisième année consécutive.

## Résultats et statistiques en championnat du monde de Formule 1
- Débuts en Formule 1 : Grand Prix d'Europe 2006, sur le circuit du Nürburgring, le 7 mai 2006
- 7 Grands Prix
- 1 saison
- Meilleur résultat en qualification : 19e au Grand Prix automobile des États-Unis 2006
- Meilleur résultat en course : 16e au Grand Prix automobile de Monaco 2006 et au Grand Prix automobile de France 2006
- 4 abandons
- Meilleur classement au championnat du monde : 27e en 2006

| Saison | Écurie              | Châssis | Moteur   | Pneumatiques | Grands Prix disputés | Abandons | Points inscrits | Classement |
| ------ | ------------------- | ------- | -------- | ------------ | -------------------- | -------- | --------------- | ---------- |
| 2006   | Super Aguri F1 Team | SA05    | Honda V8 | Bridgestone  | 7                    | 2        | 0               | n.c.       |

## Résultats aux 24 Heures du Mans
| Année | Voiture                   | Équipe              | Équipiers                              | Résultat |
| ----- | ------------------------- | ------------------- | -------------------------------------- | -------- |
| 1998  | Courage C36-Porsche       | Courage Compétition | Olivier Grouillard / Henri Pescarolo   | 15e      |
| 1999  | Lola B98/10-Judd          | DAMS                | David Terrien / Christophe Tinseau     | Abandon  |
| 2000  | Cadillac Northstar LMP-01 | DAMS                | Éric Bernard / Emmanuel Collard        | 19e      |
| 2001  | Chrysler LMP              | Team Oreca          | Yannick Dalmas / Stéphane Sarrazin     | Abandon  |
| 2002  | Dallara SP1-Judd          | Team Oreca          | Nicolas Minassian / Stéphane Sarrazin  | 6e       |
| 2005  | Audi R8                   | Team Oreca          | Jean-Marc Gounon / Stéphane Ortelli    | 4e       |
| 2006  | Pescarolo C60-Judd        | Pescarolo Sport     | Eric Hélary / Sébastien Loeb           | 2e       |
| 2008  | Peugeot 908 HDi FAP       | Peugeot Sport Total | Christian Klien / Ricardo Zonta        | 3e       |
| 2009  | Peugeot 908 HDi FAP       | Peugeot Sport Total | Sébastien Bourdais / Stéphane Sarrazin | 2e       |
| 2010  | Peugeot 908 HDi FAP       | Peugeot Sport Total | Nicolas Minassian / Stéphane Sarrazin  | Abandon  |
| 2011  | Peugeot 908               | Team Peugeot Total  | Nicolas Minassian / Stéphane Sarrazin  | 3e       |
| 2012  | Oak Pescarolo 01-Judd     | Oak Racing          | Bertrand Baguette / Dominik Kraihamer  | Abandon  |